# Bruce Anstey
Bruce Anstey (* 21. August 1969 in Wellington) ist ein neuseeländischer Motorradrennfahrer. Anstey fährt überwiegend Straßenrennen.

## Karriere
1978 lernte er während eines Urlaubs auf der Isle of Man die Tourist Trophy kennen und war davon fasziniert. Er fuhr lange Jahre Amateurrennen, bis 1994 Krebs bei ihm diagnostiziert wurde. 1996 wechselte er in den Profisport und nahm zum ersten Mal an der TT teil. Er hält auf dem rund 60 km langen Snaefell Mountain Course zwei Rekorde. 2014 fuhr er den absoluten Rundenrekord mit 17:06,682 Minuten, was einer Durchschnittsgeschwindigkeit von 212,913 km/h entspricht. Seit einem Trainingslauf zur TT 2006 steht sein Höchstgeschwindigkeitsrekord von 331 km/h.
Anstey gilt als sehr scheu, schüchtern und gibt rechten selten Interviews. Seit 2004 lebt er ununterbrochen in Großbritannien. Für seine Verdienste im Rennsport wurde er mit dem Orden New Zealand Order of Merit ausgezeichnet.
Auf den ewigen Bestenlisten der North West 200 rangiert Anstey mit zehn Siegen auf Platz vier und bei der TT mit 12 Siegen auf Platz sechs.

## Siegesstatistik
| Jahr | Klasse              | Maschine      | Rennen            |
| ---- | ------------------- | ------------- | ----------------- |
| 2002 | 250er               | Yamaha        | Isle of Man TT    |
| 2002 | Production Race     | Suzuki        | North West 200    |
| 2003 | Junior              | Triumph       | Isle of Man TT    |
| 2003 | Production 1000     | Suzuki        | Ulster Grand Prix |
| 2004 | Production 1000     | Suzuki        | Isle of Man TT    |
| 2004 | Production Race     | Suzuki        | North West 200    |
| 2004 | 600er Rennen 1      | Suzuki        | North West 200    |
| 2004 | Production 600      | Suzuki        | Ulster Grand Prix |
| 2004 | 600er               | Suzuki        | Ulster Grand Prix |
| 2004 | UGP Rennen 1        | Suzuki        | Ulster Grand Prix |
| 2005 | Superstock          | Suzuki        | Isle of Man TT    |
| 2005 | Superbike Rennen 2  | Suzuki        | North West 200    |
| 2006 | Superstock          | Suzuki        | Isle of Man TT    |
| 2006 | Superstock          | Suzuki        | North West 200    |
| 2006 | 600er Rennen 2      | Suzuki        | North West 200    |
| 2006 | Superstock          | Suzuki        | Ulster Grand Prix |
| 2007 | Superstock          | Suzuki        | Isle of Man TT    |
| 2007 | Supersport Rennen 1 | Suzuki        | North West 200    |
| 2007 | Supersport Rennen 2 | Suzuki        | North West 200    |
| 2007 | Superstock          | Suzuki        | North West 200    |
| 2008 | Junior Rennen 2     | Suzuki        | Isle of Man TT    |
| 2010 | UGP Rennen 2        | Suzuki        | Ulster Grand Prix |
| 2011 | Junior Rennen 1     | Honda         | Isle of Man TT    |
| 2011 | Superbike Rennen 1  | Honda         | Ulster Grand Prix |
| 2012 | Supersport Rennen 1 | Honda         | Isle of Man TT    |
| 2012 | Supersport Rennen 2 | Honda         | Ulster Grand Prix |
| 2014 | Supersport Rennen 2 | Honda         | North West 200    |
| 2014 | Supersport Rennen 2 | Honda         | Ulster Grand Prix |
| 2014 | Superbike Rennen 1  | Honda         | Ulster Grand Prix |
| 2015 | Superbike           | Honda         | Isle of Man TT    |
| 2015 | Superbike Rennen 1  | Honda         | Ulster Grand Prix |
| 2016 | TT Zero             | Mugen Shinden | Isle of Man TT    |
| 2016 | Supersport Rennen 1 | Honda         | Ulster Grand Prix |
| 2016 | TT Zero             | Mugen Shinden | Isle of Man TT    |
| 2017 | TT Zero             | Mugen Shinden | Isle of Man TT    |
| 2017 | Superbike Rennen 1  | Honda         | Ulster Grand Prix |